# 表演女郎
表演女郎是在舞台娛樂表演中的女性表演者，通常會穿著暴露的衣服、扮演成特定角色或赤裸演出，演出形式通常是舞蹈，亦有歌唱或特技。此術語有時也會指在展銷會和車展上的宣傳模特兒。

## 歷史
表演女郎可以追溯到1800年代晚期的巴黎音樂廳及卡巴萊，例如紅磨坊、麗都夜總會及女神遊樂廳。

## 拉斯維加斯表演女郎

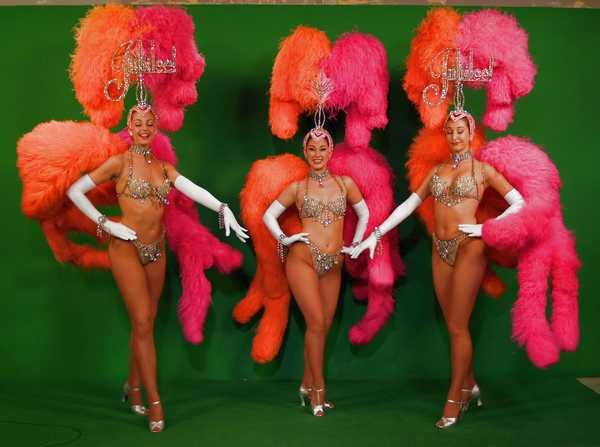
Jubilee!表演女郎

1950年代，拉斯維加斯開始出現表演女郎，主要為名人提供公開及閉門表演。她們會被介紹到金沙賭場與丹尼·托马斯同場演出。1957年，Harold Minsky在沙漠旅館造就了赤裸上身的表演女郎。隨後，Donn Arden在星塵賭場中長期用她們表演The Lido de Paris達31年。

## 流行文化
- 《艷舞女郎》（Showgirls），1995年的美國電影，導演是保羅·費爾胡芬，主演是Elizabeth Berkley（英语：Elizabeth Berkley）。